# Kriegerdenkmal Woltersdorf

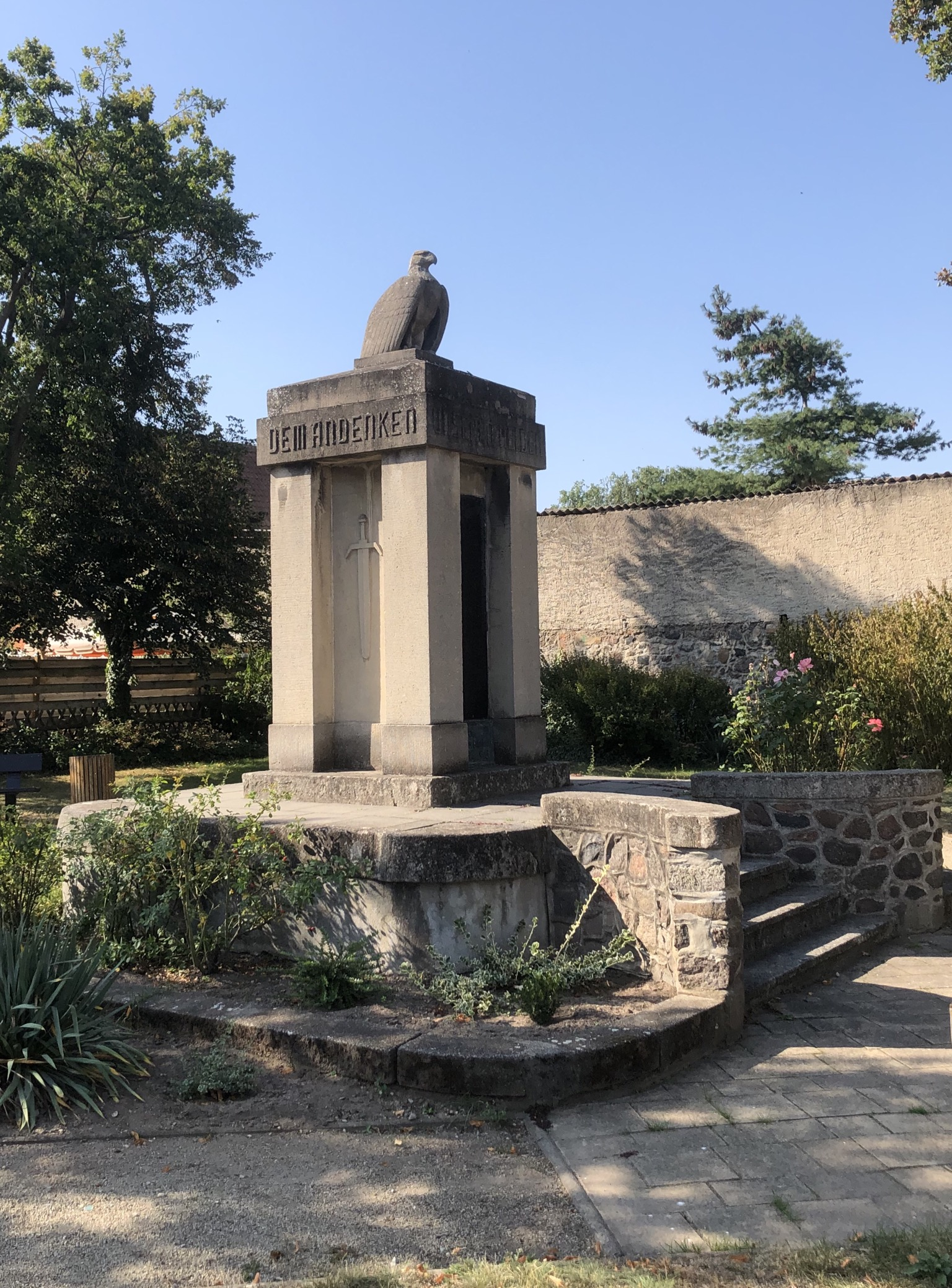
Kriegerdenkmal Woltersdorf, 2020

Das Kriegerdenkmal Woltersdorf ist ein denkmalgeschütztes Kriegerdenkmal in der Ortschaft Woltersdorf der Gemeinde Biederitz in Sachsen-Anhalt. Im örtlichen Denkmalverzeichnis ist das Kriegerdenkmal unter der Erfassungsnummer 094 71378 als Baudenkmal verzeichnet.

## Lage
Das Kriegerdenkmal befindet sich an der Kreuzung Hauptstraße – Im Winkel in Woltersdorf.

## Gestaltung
Es handelt sich bei dem Kriegerdenkmal um eine Stele in Form eines Tempels. Die Stele steht auf einem Podest und wird von einem Adler gekrönt. In ihr ist auf der Nordseite zur Hauptstraße eine Namenstafel für die Gefallenen des Ersten Weltkrieges eingelassen. An den Seiten der Stele sind Schwerter als Verzierung angebracht. Die Metallplakette für die Gefallenen des Zweiten Weltkrieges wurde später hinzugefügt.

## Inschriften

### Obere Umrandung
Dem Andenken unserer Helden, gefallen 1914–1918

### Inschriftentafel auf der Vorderseite
Auf der Inschriftentafel sind die Namen von 20 Gefallenen, ihre Einheit sowie Datum und Ort ihres Todestages bzw. der Vermisstenmeldung aufgeführt.
|                    |             |                                  |
| Ziem, Walther      | F.A.R.4     | gef. 6.8.14. Lüttig.             |
| Tröster, Friedrich | J.R.26      | gef. 14.10.14. Laz. Bardenberg.  |
| Buro, Carl         | J.R.26      | gef. 12.11.14. Laz. Cambron.     |
| Heinemann, Wilhelm | R.G.J.R.2   | gef. 23.11.14. Laz. Nowa.Wirze.  |
| Freiberg, Walther  | Lehr.J.R.   | verm. 21.12.14. bei Kawa.        |
| Szydorzeck, Mich.  | R.J.R.205   | gef. 25.12.14. bei Bixschoote.   |
| Pitschmann, Otto   | R.J.R.130   | gef. 16.5.15. bei St. Ingbert.   |
| Sievert, Christian | J.R.26      | gef. 15.2.15. bei Arras.         |
| Ziem, Bernhard     | J.R.26      | gef. 11.8.15. bei Arras.         |
| Baumgard, Gustav   | Eis.H.B.2   | 16.9.15. Laz. Radom.             |
| Schulz, Oskar      | J.R.26      | verm. 14.7.16. bei Lens.         |
| Schulze, Friedrich | G.T.B.      | gest. 27.7.16. in Woltersdorf.   |
| Toplon, Gustav     | J.R.66      | gef. 29.9.16. bei Bapaume.       |
| Möhring, Wilhelm   | L.J.R.22    | verm. 21.1.17. Gef. Laz. Sipote. |
| Osten, August      | Mil.B.Abt.4 | gest. 10.1.18. Laz. Chimey.      |
| Ziem, Paul         | R.J.R.26    | gef. 18.4.18 bei Amies.          |
| Wiese, Wilhelm     | F.A.R.4     | gef. 19.8.18 bei Peronne.        |
| Mahlow, Wilhelm    | R.J.R.227   | verm. 23.8.18. bei Cambron.      |
| Schulze, Hermann   | L.J.R.153   | verm. 12.9.18. bei Rappwald.     |
| Hoppe, Richard     | F.A.R.40    | gest. 6.6.20. in Woltersdorf.    |

### Rückseite
Auf der nach Süden weisenden Rückseite befindet sich die Inschrift:
Sie gaben ihr Alles,

ihr Leben, ihr Blut.

Sie gaben es hin

mit heiligem Mut.

Für uns.

### Plakette
Die zum Gedenken an die Opfer des Zweiten Weltkriegs später angebrachte Gedenktafel trägt die Inschrift:
Zum

Gedenken der Gefallenen

1939 (Eisernes Kreuz) 1945

## Quelle
- Gefallenen Denkmal Woltersdorf Online, abgerufen am 15. Juni 2017.